# André Ribeiro (Rennfahrer)

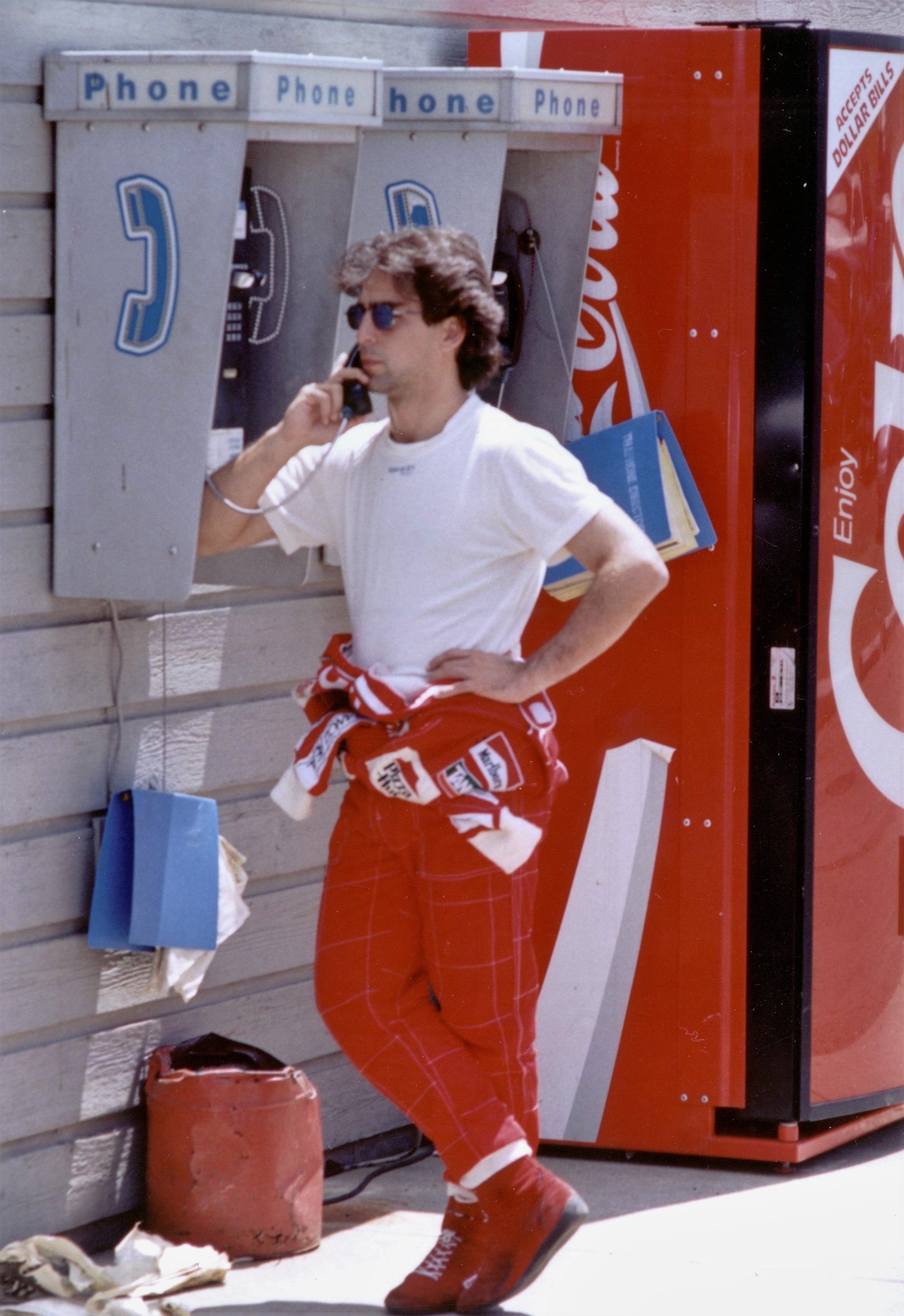
André Ribeiro im Jahr 1995.

André Ribeiro da Cunha Pereira (* 18. Januar 1966; † 22. Mai 2021) war ein brasilianischer Automobilrennfahrer.

## Karriere
Ribeiro begann seine Karriere im Kartsport und fuhr zwischen 1986 und 1988 in der brasilianischen Kartmeisterschaft. 1989 startete er in der Formel Ford, im Folgejahr wechselte er in die Formel Opel und ging dort für Team Lotus Nederland an den Start. 1991 kam er in die britische Formel-3-Meisterschaft, wo er für Paul Stewart Racing 6 Rennen fuhr, ohne jedoch nennenswerte Ergebnisse zu erzielen. Dies änderte sich im Jahr darauf, als er sein erstes Podium und seine erste Pole-Position erzielte. Er blieb bis 1994 in dieser Rennserie.
1994 wechselte Ribeiro in die Indy Lights, wo er die Saison für Tasman Motorsports bestritt. Von den 12 Saisonrennen gewann er vier und stand sieben Mal auf dem Podium. Mit den guten Ergebnissen beendete er die Fahrerwertung auf dem zweiten Platz.
Ribeiro blieb bei Tasman Motorsports und er im Folgejahr in die CART-Series aufstieg. Im Reynard 95i holte er in 17 Rennen einen Sieg in New Hampshire. Das Indianapolis 500 beendete er auf Platz 18. 1996 gewann er zwei Rennen und wurde letztendlich mit 76 Punkten Elfter. Nach der Saison 1996 gelangen Ribeiro jedoch keine Siege mehr in der Rennserie. Im Jahr 1997 stand er lediglich ein Mal auf dem Podium. Auch ein Wechsel zum Team Penske für die Saison 1998 brachte keine Wende und er beendete die Fahrerwertung mit 13 Punkten auf dem 22. Platz. Nach dem Ende der Saison beendete er seine Karriere.

## Nach Karriereende
Nach seinem Karriereende war Ribeiro in Brasilien als Promoter für verschiedene Rennserien aktiv. Er verstarb am 22. Mai 2021 im Alter von 55 Jahren an Darmkrebs.

## Einzelergebnisse CART-Series
| Jahr | Team               | Chassis      | Motor                    | 1      | 2      | 3      | 4       | 5      | 6       | 7      | 8      | 9      | 10     | 11     | 12     | 13     | 14     | 15     | 16     | 17     | 18     | 19     | Rang | Punkte |
| ---- | ------------------ | ------------ | ------------------------ | ------ | ------ | ------ | ------- | ------ | ------- | ------ | ------ | ------ | ------ | ------ | ------ | ------ | ------ | ------ | ------ | ------ | ------ | ------ | ---- | ------ |
| 1995 | Tasman Motorsports | Reynard 95i  | Honda HRX V8t            | MIA 21 | SRF 23 | PHX 26 | LBH 12  | NZR 11 |         |        |        |        |        |        |        |        |        |        |        |        |        |        | 17.  | 38     |
| 1995 | Tasman Motorsports | Reynard 95i  | Honda HRH V8t            |        |        |        |         |        | INDY 18 | MIL 25 | DET 18 | POR 14 | ROA 4  | TOR 13 | CLE 27 | MIS 21 | MDO 27 | NHA 1  | VAN 23 | LS 26  |        |        | 17.  | 38     |
| 1996 | Tasman Motorsports | Lola T96/00  | Honda HRH V8t            | MIA 16 | RIO 1  | SRF 8  | LBH 27  | NZR 12 | INDY 4  | MIL 8  | DET 24 | POR 7  | CLE 20 | TOR 21 | MIS 1  | MDO 8  | ROA 19 | VAN 21 | LS 19  |        |        |        | 11.  | 76     |
| 1997 | Tasman Motorsports | Lola T97/00  | Honda HRR V8t            | MIA 12 | SRF 6  | LBH 14 | NZR 26  | RIO 15 | STL 10  | MIL 26 | DET 25 | POR 13 |        |        |        |        |        |        |        |        |        |        | 14.  | 45     |
| 1997 | Tasman Motorsports | Reynard 97i  | Honda HRR V8t            |        |        |        |         |        |         |        |        |        | CLE 14 | TOR 3  | MIS 23 | MDO 10 | ROA 22 | VAN 10 | LS 4   | FON 17 |        |        | 14.  | 45     |
| 1998 | Team Penske        | Penske PC-27 | Mercedes-Benz IC108E V8t | MIA 17 | MOT 9  | LBH 22 | NZR DNQ | RIO 22 | STL 20  | MIL 18 | DET 16 | POR 15 | CLE 22 | TOR 23 | MIS 28 | MDO 10 | ROA 25 | VAN 7  | LS 14  | HOU 17 | SRF 13 | FON 28 | 22.  | 13     |

Legende